# Курдистанські євреї
Курдистанські євреї (лахлухи, курдські або ассирійські євреї; самоназв. Hōzāyē, новоарам. Hūdāyē; івр. יהודי כורדיסטאן Yehudei Kurdistan, також כורדים Kurdim; курд. Kurdên cû, курден-джу, Juhū) — етнолінгвістична група євреїв, основними розмовними мовами яких були єврейсько-арамейські мови. До початку 1950-х років жили в основному в Курдистані і сусідніх районах (територія сучасних Іраку, Ірану та Туреччини). Потім майже всі переселилися в Ізраїль. Курдські євреї часто називають себе також anšei targum «народ Таргума». Походження широковживаної назви «лахлух» незрозуміло; згідно однієї з легенд, спочатку це була презирлива назва, дана курдистанським євреям ззовні (слово «ліхлух» на івриті означає «бруд»), однак ця гіпотеза фактично не має підтвердження, крім фонетичного співзвуччя.
Лахлухи жили в Іракському Курдистані (понад 20 тисяч; Заху, Акра, Ербіль (3,2 тисячі), Кіркук (4 тисячі), Сулейманія (2,3 тисячі), Ханакін (2,8 тисяч)), іранському Курдистані (близько 12 тисяч, Сенендедж, Секкез, Керенд), сусідніх районах турецького Курдистану (11 громад) і Сирії (в основному в районі міста Ель-Камишли). До лахлухів відносять живжих також поза Курдистану євреїв Іранського Азербайджану (район озера Урмія і території на північ від нього), які говорять на арамейських мовах. У той же час євреїв Мосула (Ірак, Курдистан), відомих під назвою miṣlawim (10,3 тисячі), а також району Урфа (Туреччина), так званих urfali, близьких по укладу життя євреїв інших районів Курдистану, деякі дослідники не відносять до лахлухів, так як вони в основному користувалися в побуті арабською мовою. Лахлухи міста Міандоаб в Іранському Азербайджані, мабуть, до початку XIX століття перейшли на місцевий (міандоабський) єврейський говір азербайджанської мови.
До моменту переселення в Ізраїль лише близько двадцяти тисяч лахлухів залишалися носіями новоарамейських мов. Інші перейшли на арабську або курдську мови.
В Палестині (головним чином в Цфаті) лахлухи стали селитися ще в XVI столітті. На початку XX століття в Єрусалимі (в районі нинішнього ринку Махане-Ієгуда) влаштувалася громада лахлухів зі своєю синагогою (побудована в 1908 році). Вони займалися в основному фізичною працею; і зараз їх чимало серед вантажників в Єрусалимі. До 1916 року в Палестині їх налічувалося 8560 осіб. В 1920-26 роках в Палестину переселилося 1,9 тисячі лахлухів. У 1935 році в країну прибуло 2,5 тисячі лахлухів. В 1950-51 роках майже всі євреї Іракського Курдистану репатріювалися в ході операції «Езра і Нехемія» (оселилися в основному в Єрусалимі та його околицях).
У ті ж роки з 12 тисяч лахлухів, що жили в 15 громадах Ірану (найбільші — в містах Сенендедж, чотири тисячі осіб, і Секкез, 1,3 тисячі осіб), 8 тисяч виїхали в Ізраїль. Після падіння шахського режиму в Ірані в 1979 році в Ізраїль переселилося більшість з тих, що залишалися там лахлухів.
Деяка кількість лахлухів переселилося на початку ХХ століття в Закавказзя, головним чином в Баку і Тбілісі. У Тбілісі лахлухи працювали будівельниками і шоферами; молилися в грузинській школі Частина виїхала в середині 1930-х років, коли радянський уряд зажадав від жителів з іноземними паспортами або прийняти радянське громадянство, або виїхати з країни. У 1951 році лахлухи, що залишилися в Тбілісі в числі «колишніх іранських підданих» були депортовані в Сибір і Східний Казахстан. Починаючи з 1956 року деякі з засланих повернулися до Грузії. До середини 1980-х років в Тбілісі і Алмати налічувалося близько 2 тисяч лахлухів. Велика частина потім виїхала в Ізраїль. На 2010 рік близько 200 сімей лахлухів продовжують жити в Тбілісі і Алмати.
Незначне число лахлухів проживає понині також у Туреччині та Сирії. В Ізраїлі зараз налічується близько 100 тисяч лахлухів.